# (1308) Hallérie
(1308) Hallérie (officiellement (1308) Halleria) est un astéroïde de la ceinture principale découvert le 12 mars 1931 par l'astronome allemand Karl Wilhelm Reinmuth. 

## Historique
L'astéroïde a été découvert à Heidelberg (024). Sa désignation provisoire était 1931 EB.
Il est nommé en l'honneur de Albrecht von Haller, médecin, botaniste et poète suisse.